# Анке Борхманн
Анке Борхманн (нім. Anke Borchmann, 23 червня 1954) — німецька академічна веслувальниця.
Олімпійська чемпіонка 1976 року в складі парної четвірки зі стерновою.
Чемпіонка світу 1975 (парні четвірки зі стерновою), 1977 (парні двійки) років.